# بيت تراث الموصل
بيت التراث الموصلي هو متحف يقع على ضفاف نهر دجلة قرب قلعة قره سراي بالجانب الايمن من مدينة الموصل في العراق. يحتوي المتحف على مجموعة من المقتنيات التراثية التي كانت تستخدم في البيوت المصلاوية في القرن الماضي إضافة إلى القطع الفنية التراثية والأنتيكات والأزياء.

## تاريخ
تعود ملكية البيت إلى أسامة الإرحيم، وهو موصلي مغترب بنى بيتاً على الطراز الموصلي يحتوي كل تفاصيل العمارة الموصلية من الأقواس والفرش الموصلي (المرمر) ووجود الإيوان والسرداب وقد بناه في تسعينيات القرن الماضي على ضفاف نهر دجلة، ثم تبرعت به عائلته ليقوم احد شباب الموصل "ايوب ذنون" لتحويله إلى ماهو عليه الان مشروعاً تراثياً يحكي تراث المدينة.
يحوي البيت على عدة اقسام منها متحفا مجتمعيا يحوي على العديد من القطع والمقتنيات التي تم التبرع بها من قبل العوائل من انحاء نينوى ومتحف افتراضي ومركز مجتمعي لمبادرة احياء روح الموصل والتي تعمل عليها اليونسكو فضلاً عن متجر للأعمال اليدوية المصنوعة في العراق ومعرضا للوحات وقاعة للورش العمل والندوات ومقهى تراثي في الحوش الموصلي.

## فعاليات
يقيم البيت التراثي فعاليات ثقافية مختلفة تهدف إلى إعادة إحياء التراث الموصلي بشكل عام وزيادة الوعي لدى الأطفال والشباب الذين لم يشاهدوا تراث مدينتهم بسبب الحرب أو الذين لم يهتموا بهذا التراث، إلى جانب محاولة إعادة ما يمكن إعادته من آثار وموروث ثقافي موجود في هذه المدينة مثل حملات التنظيف للمواقع الاثرية وتنظيم زيارات لطلاب المدارس والجامعات فضلا عن إقامة تدريبات وورش عمل متخصصة لتمكين العاملين في المجال التراثي والثقافي واستقبال وتنظيم جولات سياحية.

## معرض صور

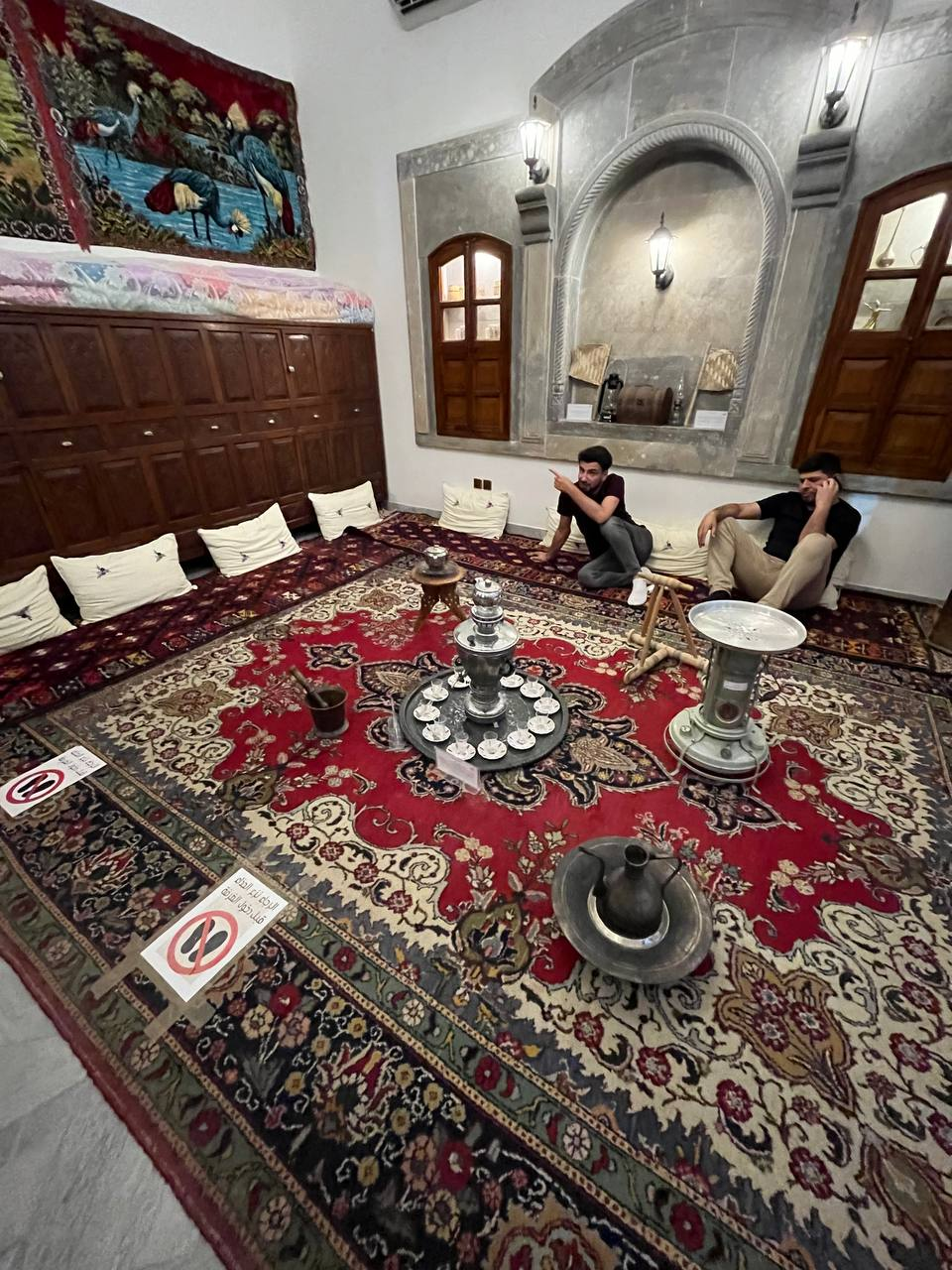
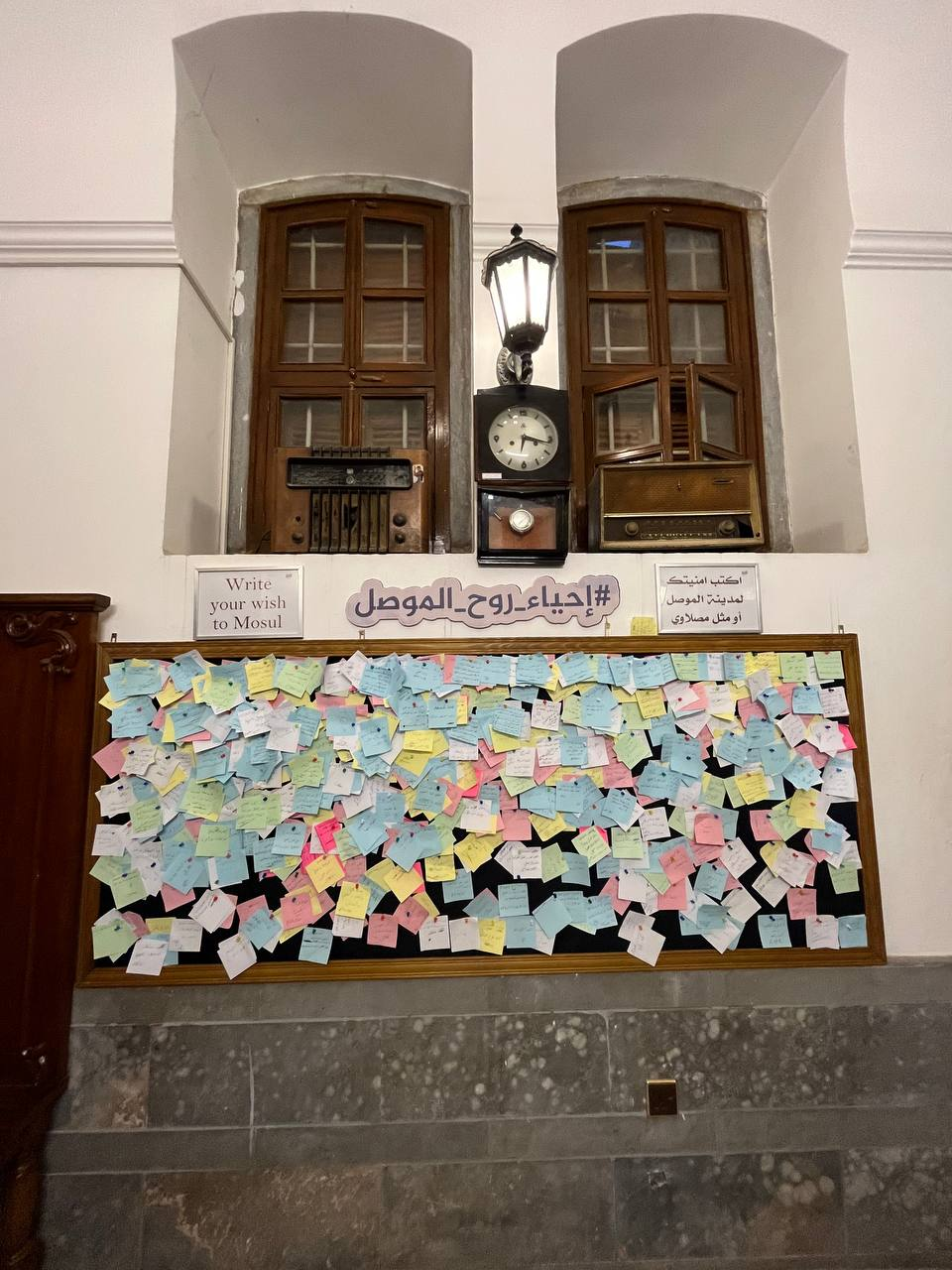
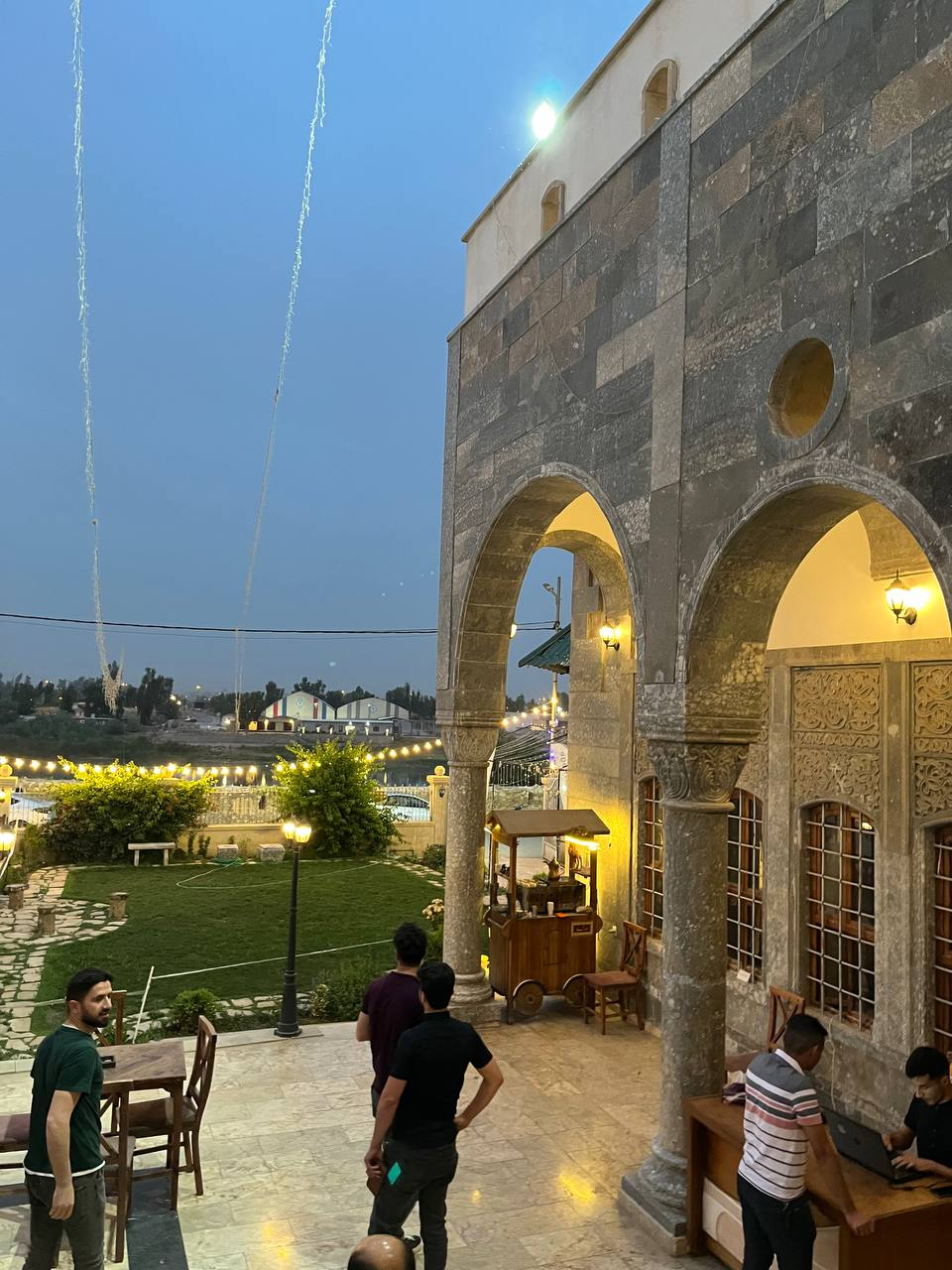
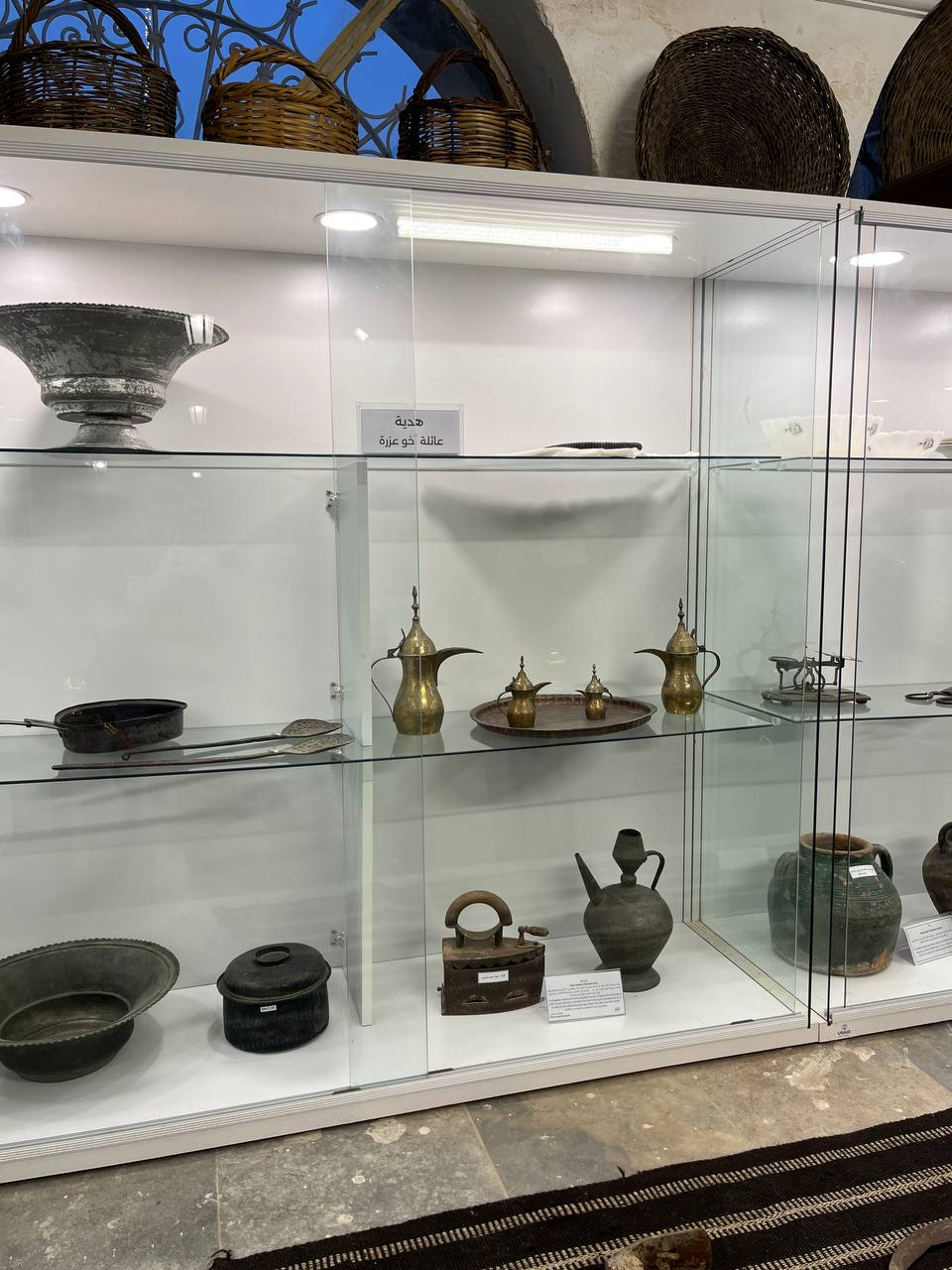
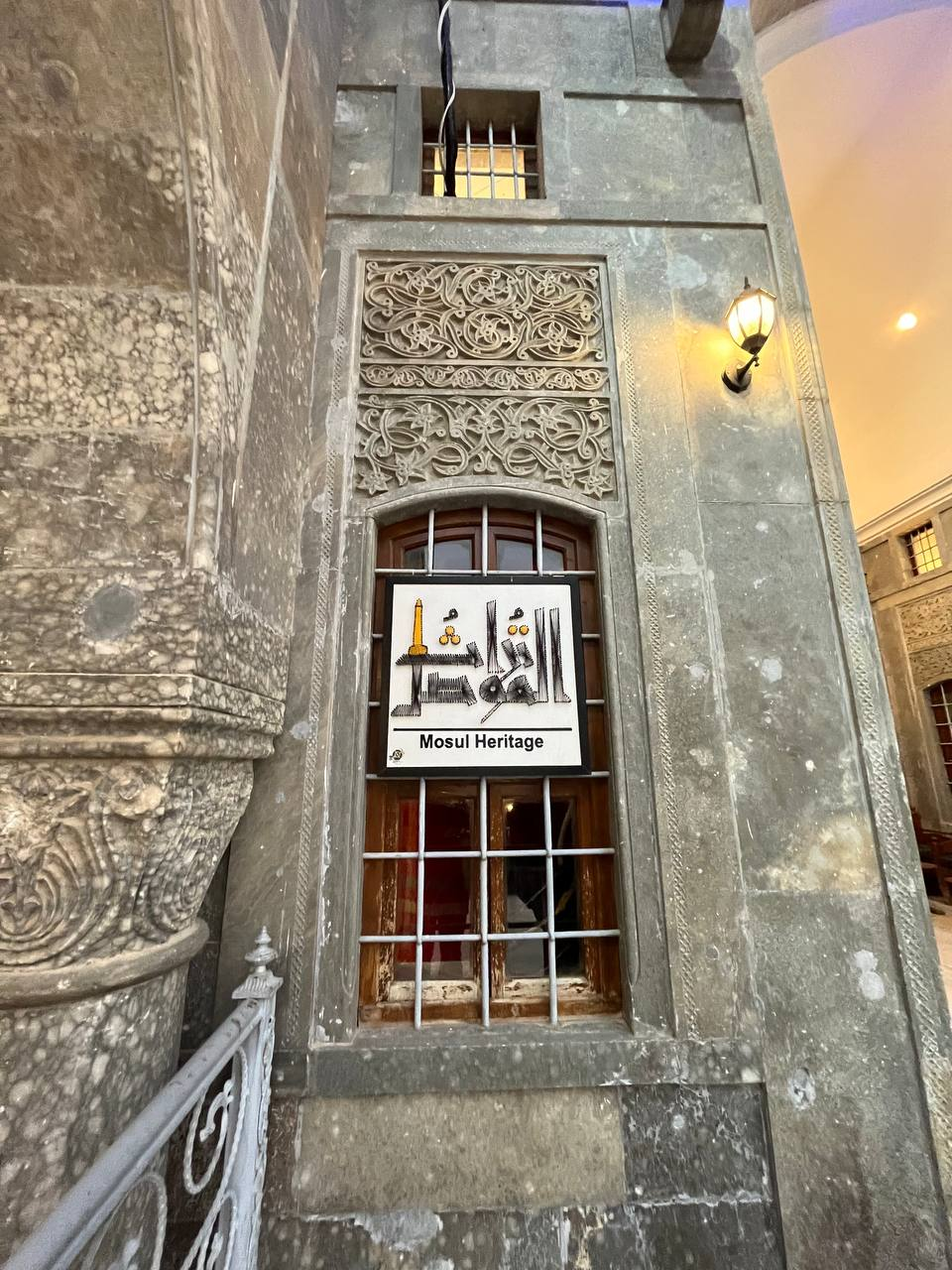
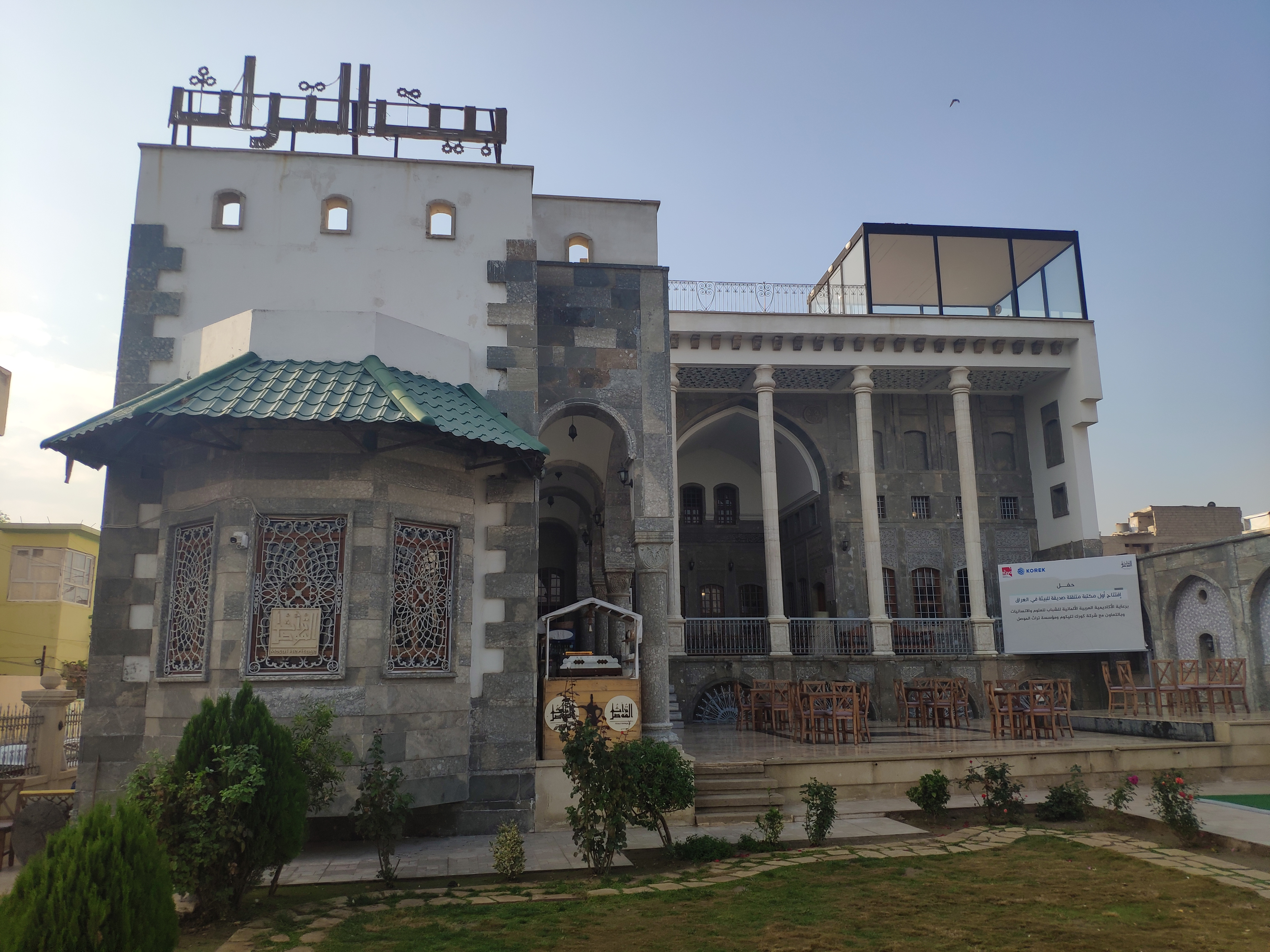
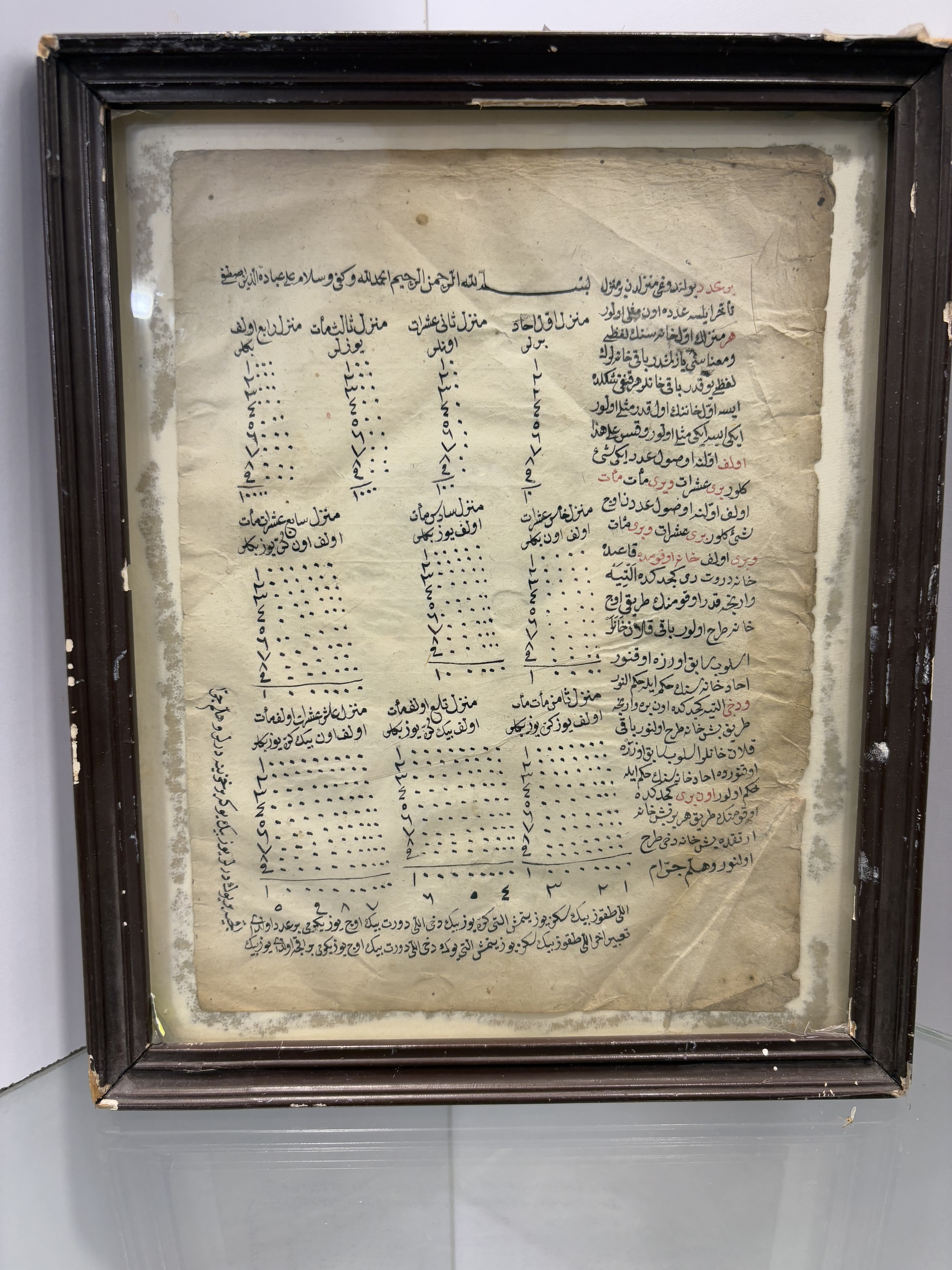
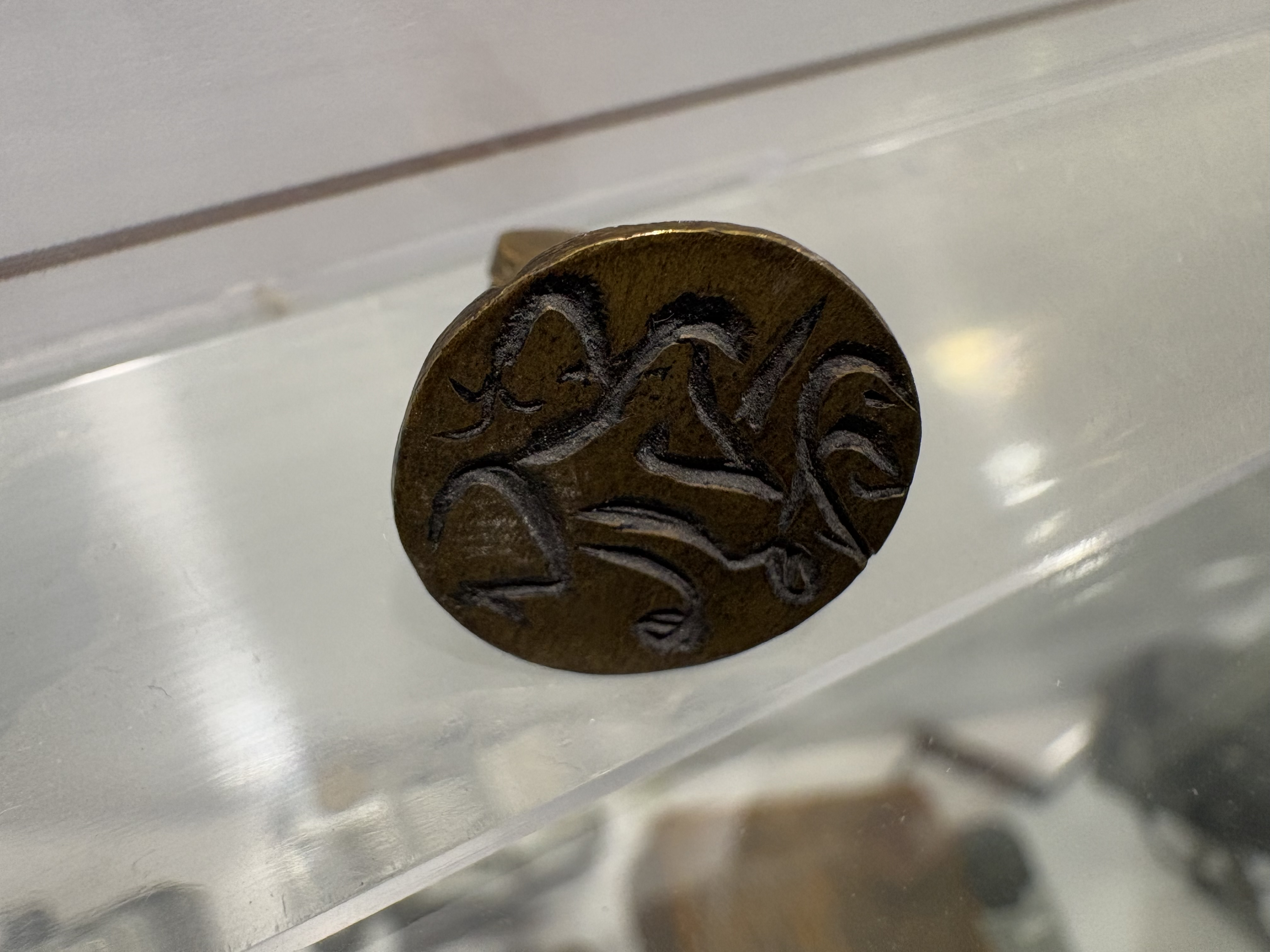